# Odile Macchi
Odile Macchi (* 1943 in Aurillac als Odile Danjou) ist eine französische Physikerin und Mathematikerin. Sie ist Mitglied der Académie des sciences.

## Leben
Odile Macchi studierte von 1963 bis 1967 an der École normale supérieure de jeunes filles, wo sie 1966 eine Agrégation in Mathematik erwarb. 1972 verteidigte sie ihre Doktorarbeit in Physik über den Beitrag zur theoretischen Untersuchung von Punktprozessen und deren Anwendungen in der statistischen Optik und der optischen Kommunikation.
Ihre Forschung konzentrierte sich auf die Signalverarbeitung, speziell auf die Kommunikationstheorie. In Zusammenarbeit mit der Industrie war sie an der Entwicklung von Modems beteiligt.
Von 1972 bis 1979 war sie Forschungsbeauftragte des CNRS am Laboratoire des Signaux et Systèmes der Universität Paris-Süd. 1979 wurde sie zur Forschungsdirektorin und 1999 zur emeritierten Forschungsdirektorin ernannt.
Odile Macchi wurde 1994 zum korrespondierenden und 2004 zum ordentlichen Mitglied der Académie des Sciences gewählt.

## Veröffentlichungen (Auswahl)
The Coincidence Approach to Stochastic Point Processes, Advances in Applied Probability, 7. Jahrgang, Nr. 1, 1. Januar 1975, S. 83–122

## Preise und Auszeichnungen
- 1980: Médaille Blondel[6]
- 1989: IEEE Fellow für ihren Beitrag zur adaptiven Filterung in der Kommunikation und Signalverarbeitung[7]
- 1991: Prix Michel-Monpetit[8]
- 2004: Mitglied der Académie des sciences
- 2013: Kommandeur des Ordre national du Mérite[9]
- 2013: Offizier des Ordre des Arts et des Lettres
- 2016: Offizier der Ehrenlegion[10]
- 2024: Offizier des Ordre des Palmes Académiques[11]